# Tapinoma lugubre
Tapinoma lugubre este o specie de furnică din genul Tapinoma. Descrisă de  Santschi în 1917, specia este endemică pentru Zimbabwe.